# Marcellus (Märtyrer)
Marcellus († 178 in der Gegend von Chalon-sur-Saône) war ein christlicher Märtyrer und Heiliger.
Der Legende zufolge war Marcellus Bürger von Lugdunum (Lyon), wo man ihn und weitere Christen zu Zwangsarbeiten verpflichtet habe. Der Christenverfolgung im Jahre 177 (siehe: Blandina und Pothinus) habe er sich dann aber, gemeinsam mit Valerianus, durch Flucht entziehen können. Während Valerianus schließlich nach Castrum Tinurtium  (Tournus) gelangte und dort den Märtyrertod starb, kam Marcellus in die Gegend von Cabillonum (Chalon-sur-Saône). Hier sei er von einem Priscus zu einer Opfermahlzeit eingeladen worden, was Marcellus mit Hinweis auf seinen christlichen Glauben ablehnte. Daraufhin habe Priscus den Marcellus lebendig begraben lassen (in einer anderen Überlieferung heißt es, Marcellus sei bis zur Taille in den Erdboden eingegraben worden; noch eine weitere Version erklärt, er sei in einen Brunnen gehängt worden). Nach drei Tagen sei Marcellus gestorben. 
Die Passio des Marcellus ist nachweislich erst einige Jahrhunderte nach seinem Tod entstanden, möglicherweise in der Zeit des Merowingerkönigs Guntram I., der im 6. Jahrhundert in Burgund residierte und ein Verehrer des Marcellus war. Guntram soll ihm zu Ehren einen auf vier Säulen ruhenden goldenen Baldachin (Ziborium) über seinem Grab errichtet haben, der allerdings im 10. Jahrhundert schon nicht mehr nachweisbar war. Gedenktag des Heiligen ist der 4. September.
Siehe auch: Kloster Saint-Marcel (Saône)